# James Madison Harvey

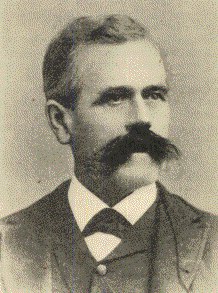
James Madison Harvey

James Madison Harvey (* 21. September 1833 im Monroe County, Virginia; † 15. April 1894 im Riley County, Kansas) war ein US-amerikanischer Politiker und von 1869 bis 1873 der fünfte Gouverneur des Bundesstaates Kansas.

## Frühe Jahre und politischer Aufstieg
Der im heutigen West Virginia geborene James Harvey besuchte in seiner Jugend wegen mehrfacher Umzüge seiner Eltern Schulen in Illinois, Iowa und Indiana. Er interessierte sich besonders für das Ingenieurwesen und die Landvermessung. Im Jahr 1859 kam er in das Kansas-Territorium und ließ sich im Riley County nieder. Während des Bürgerkrieges war er Captain in einer Infanterie-Einheit. 1865 wurde der Republikaner Harvey in das Repräsentantenhaus von Kansas gewählt, in dem er für ein Jahr verblieb. Zwischen 1867 und 1868 war er Mitglied des Staatssenats. Im Jahr 1868 wurde Harvey von seiner Partei als Kandidat für die Gouverneurswahlen nominiert und dann auch von den Wählern in dieses Amt gewählt.

## Gouverneur von Kansas
Harvey trat sein neues Amt am 11. Januar 1869 an. Nach einer Wiederwahl im Jahr 1870 konnte er insgesamt vier Jahre als Gouverneur amtieren. Er kümmerte sich um die Verbesserung der Infrastruktur seines Staates, wobei besonders der Ausbau der Straßen und Wege im Vordergrund standen. Aber auch die Eisenbahnverbindung aus Kansas nach Denver in Colorado wurde fertiggestellt. Damals wurde auch ein Landwirtschaftsausschuss (Board of Agriculture) ins Leben gerufen und die Freedman University gegründet. Im Land selbst wurden die Grenzen der einzelnen Countys endgültig festgelegt und es wurden neue Städte gegründet – ein Zeichen für das Wachstum der Bevölkerung. Auch die Gerichtsbezirke wurden neu eingeteilt. Damals wurde mit dem Bau des Kapitols in der Hauptstadt Topeka begonnen. Schließlich wurden noch einige Antikorruptionsgesetze erlassen.

## Weiterer Lebensweg
Ein Jahr nach dem Ende seiner Amtszeit wurde Harvey in den US-Senat gewählt. Dort verblieb er von 1874 bis 1877. Nach dem Ende seiner Zeit im Kongress zog sich Harvey aus der Politik zurück und widmete sich seinen privaten Geschäften in Kansas. Allerdings arbeitete er noch einige Zweit als Landvermesser der Bundesregierung in den westlichen Territorien. James Harvey starb im Jahr 1894. Er war mit Charlotte Richardson Cutter verheiratet. Gemeinsam hatten sie neun Kinder.